# Пурнулулу (национален парк)
„Пурнулулу“ (на английски: Purnululu National Park) е национален парк в северна Австралия.
Паркът е създаден през 1987 година. Неговата територия е с площ от 2 397 квадратни километра.
Включва възвишението Бънгъл Бънгъл – ерозирало карстово пясъчниково образувание, издигащо се на 250 метра над околната полупустинна равнина – и неговите околности. Характерният черен и оранжев цвят на скалите се дължи на биологичното действие на цианобактерии, които стабилизират и предпазват скалните образувания.
През 2003 година паркът е включен в Списъка на световното наследство на ЮНЕСКО.